# 松村憲
松村 憲（まつむら けん、1927年2月8日 - 2007年3月9日）は、元競輪選手。現役時代は日本競輪選手会高知支部所属、ホームバンクは高知競輪場。日本競輪選手養成所設立以前の期前選手で、選手登録番号1422。

## 来歴
1953年に開催された第4回高松宮賜杯競輪において完全優勝を果たした。その29年後の1982年・オールスター競輪（高松競輪場）では、息子の松村信定（36期）が優勝したことにより史上初の父子特別競輪制覇となった。
1988年5月7日、選手登録消除。その後は現役時代から経営する喫茶店業のかたわらファンイベント等に積極的に参加。素人脚自慢競走に飛び入り出場したこともあった。
ホームバンクであった高知競輪場では、松村が高知を登録地とする選手として初めて特別競輪（現在のGI）を制覇したこと、そして息子の信定とともに初の父子特別競輪制覇を達成した業績を讃え、「松村憲・松村信定土佐の親子鷹杯」（FI開催）が行われている。

## 主な獲得タイトルと記録
- 1953年 - 高松宮賜杯競輪（大津びわこ競輪場）※完全優勝